# Tamar Slay
Tamar Ulysses Slay (Beckley, Virginia Occidental, Virginia Occidental; 2 de abril de 1980) es un exjugador de baloncesto estadounidense que disputó tres temporadas en la NBA, además de jugar en ligas europeas. Mide 2,03 metros de altura, y jugaba en la posición de escolta.

## Trayectoria deportiva

### Universidad
Jugó durante cuatro temporadas con los Thundering Herd de la Universidad Marshall. En su primera temporada fue titular en 15 de los 27 partidos que disputó con su equipo. En su segundo año fue el máximo anotador de la Mid-American Conference, promediando 19,9 puntos por partido, además de ser el que más tiros de 3 anotó por encuentro (3,1). Fue incluido en el mejor quinteto de la conferencia.
En sus dos últimas temporadas como universitario mantuvo el nivel de su segunda campaña, liderando al equipo en anotación. Su mejor partido lo disputó ante Kentucky en su último año, consiguiendo 26 puntos y 10 rebotes por partido. En el total de su carrera universitaria promedió 15,7 puntos y 4,4 rebotes por partido.

### NBA
Fue elegido en la segunda ronda del Draft de la NBA de 2002, en el puesto 53, por New Jersey Nets. Allí jugó durante dos temporadas, pero sin contar en exceso para su entrenador. Entre eso y sus lesiones, apenas pudo disputar 58 partidos entre los dos años, jugando apenas 7 minutos y medio por encuentro. Participó en las Finales de 2003 que su equipo perdió ante San Antonio Spurs por 4-2, aunque tan solo jugó 1 minuto entre los seis partidos disputados. En la temporada 2004-05 de la NBA ficha por Charlotte Bobcats, pero únicamente disputa 8 partidos, decidiendo en ese momento orientar su carrera a Europa.

### Baloncesto europeo
En agosto de 2005 ficha por el Akasvayu Girona de la Liga ACB, pero es cortado en febrero de 2006. Ficha después por el Hapoel Jerusalem de la liga israelí, donde es de nuevo cortado en diciembre de 2006.
En enero de 2007 regresa a Estados Unidos para jugar con los Bakersfield Jam de la NBDL, regresando al año siguiente a Europa, concretamente al Pierrel Capo d'Orlando de la liga italiana, donde promedió en el año que allí permaneció 16,4 puntos, 4,4 rebotes y 1,7 robos de balón. En julio de 2008 es invitado a participar en la Liga de Verano de la NBA con los Golden State Warriors, aunque finalmente la temporada 2008-09 la disputó de nuevo en Italia, en el Avellino de la Serie A. Al año siguiente fichó por el Carmatic Pistoia de la LegADue.

## Estadísticas de su carrera en la NBA

### Temporada regular
| Temporada | Edad | Equipo            | Liga | P  | TIT | MIN | TC | TCA | %TC  | 3P | 3PA | %3P  | TL | TLA | %TL  | R.OF. | R.DEF. | REB | ASIS | ROB | TAP | PER | FP | PTS |
| 2002-03   | 22   | New Jersey Nets   | NBA  | 36 | 0   | 274 | 39 | 103 | .379 | 7  | 25  | .280 | 7  | 10  | .700 | 8     | 23     | 31  | 14   | 14  | 3   | 20  | 31 | 92  |
| 2003-04   | 23   | New Jersey Nets   | NBA  | 22 | 0   | 165 | 21 | 60  | .350 | 4  | 12  | .333 | 7  | 14  | .500 | 10    | 15     | 25  | 14   | 7   | 1   | 11  | 20 | 53  |
| 2004-05   | 24   | Charlotte Bobcats | NBA  | 8  | 0   | 78  | 13 | 39  | .333 | 2  | 12  | .167 | 0  | 2   | .000 | 6     | 8      | 14  | 3    | 5   | 0   | 8   | 20 | 28  |
| Total     |      |                   | NBA  | 66 | 0   | 517 | 73 | 202 | .361 | 13 | 49  | .265 | 14 | 26  | .538 | 24    | 46     | 70  | 31   | 26  | 4   | 39  | 71 | 173 |

### Playoffs
| Temporada | Edad | Equipo          | Liga | P  | MIN | TCA | TC | 3PA | 3P | TLA | TL | R.OF. | REB | ASIS | ROB | TAP | PER | FP | PTS | %TC  | %3P   | %FT   | MIN | PTS | REB | AST |
| 2002-03   | 22   | New Jersey Nets | NBA  | 6  | 11  | 1   | 4  | 1   | 1  | 0   | 0  | 0     | 0   | 0    | 0   | 0   | 2   | 1  | 3   | .250 | 1.000 |       | 1.8 | 0.5 | 0.0 | 0.0 |
| 2003-04   | 23   | New Jersey Nets | NBA  | 6  | 12  | 1   | 5  | 0   | 1  | 2   | 2  | 0     | 2   | 0    | 1   | 0   | 0   | 0  | 4   | .200 | .000  | 1.000 | 2.0 | 0.7 | 0.3 | 0.0 |
| Total     |      |                 | NBA  | 12 | 23  | 2   | 9  | 1   | 2  | 2   | 2  | 0     | 2   | 0    | 1   | 0   | 2   | 1  | 7   | .222 | .500  | 1.000 | 1.9 | 0.6 | 0.2 | 0.0 |